# Óscar d'León
Óscar Emilio León Simosa (Caracas, 11 de julio de 1943), más conocido por su nombre artístico Óscar D'León, es un cantautor y músico venezolano del género son y música caribeña. Es considerado uno de los máximos exponentes de la salsa de toda la historia, siendo honrado con muchos premios y reconocimientos. 
Óscar d'León obtuvo popularidad en los Estados Unidos en los años 1990. Además fue el primer cantautor venezolano en obtener un galardón del Grammy anglosajón y fue precisamente en 2001, un año después de que se editara un disco emblemático: Masterpiece/Obra Maestra de Tito Puente y Eddie Palmieri por el tema “Cielito Lindo, La Negra Mariachi Medley” Featuring- Óscar D'León. Hoy por hoy soundtrack de la película animada Mi villano favorito 2. La salsa, son, mambo, chachachá o bolero invitan también a los incondicionales del baile a disfrutarlos sobre la pista. Es el último registro en ser premiado con el premio Grammy anglosajón al “Mejor álbum de salsa tropical” en 2001.

## Biografía

### Origen
Inició su carrera musical relativamente tarde, a los 28 años de edad, luego de haber desempeñado, entre otros oficios, el de mecánico y taxista. Si bien se formó académicamente como topógrafo, nunca llegó a ejercer dicha profesión, dedicándose al transporte público como medio de sustento mientras incursionaba en varias agrupaciones musicales con diversa suerte. Su formación como intérprete del bajo fue autodidacta, siendo admirador de figuras artísticas como Benny Moré y la Sonora Matancera, sin embargo fue lo suficientemente buena como para lograr una posición de bajista con la agrupación que tocaba en la cervecería "La Distinción", en la que inicialmente solo cantaba en los coros, sin embargo, ante la ausencia del cantante principal del grupo antes de una presentación, D'León manifiesta su disposición para cubrir la vacante y dando fe de su conocimiento del repertorio se inicia como voz principal de la banda.

### La Dimensión Latina
En 1972 el propietario del local donde Oscar se presentaba les anunció que prescindiría de sus servicios pues estaba en busca de una agrupación de mayor envergadura, una orquesta, posiblemente ante el furor que desde Nueva York hacía la naciente salsa, y debido a la inminente ampliación del local. D'León le ofrece al propietario la orquesta y así, Oscar fue junto al trombonista César Monges, de puerta a puerta, recolectando a algunos músicos con los que consideraba podía armar un conjunto con el que pudiera el local salir del apuro y acelera el proyecto de creación de la Dimensión Latina junto con los percusionistas Elio Pacheco y José Rodríguez, el trombonista José Antonio Rojas y el pianista Enrique "Culebra" Iriarte (que sería sustituido luego por Jesús Narváez). Se estrenan el 15 de marzo de 1972 en un ensayo en casa de Iriarte en La Guaira y debutan en "La Distinción". En ese mismo 1972 la orquesta graba su primer disco de larga duración bajo contrato con la empresa La Discoteca, C.A. y tiene su primer éxito, el tema "Pensando en ti", por injerencia del productor artístico del sello, Vìctor Mendoza, quien les incluyó dentro de su producción con El Clan de Víctor. Este primer éxito les lleva a ser contratados para participar en las fiestas del carnaval de Maracaibo. Vale acotar, que Víctor Mendoza fue quien le sugirió cambiar su apellido León por D'León.
En 1974 se une a la orquesta el bolerista Wladimir Lozano, logrando la dupla una serie de éxitos. El primer gran éxito después de "Pensando en ti", fue "Que bailen tós", luego llegó "La Piragua", y el primer éxito internacional fue "Llorarás", compuesto por el mismo Oscar. Los arreglos musicales de la orquesta siempre fueron de Monges y Oscar D'León. Éxitos como "La Vela", "Divina Niña", "Taboga", "Juancito Trucupey", "El frutero", "Parampampam" y "Dolor cobarde" entre otros dieron renombre a la orquesta y a Oscar tanto en Latinoamérica como en otras latitudes.

## Carrera solista
En 1976, en el punto más alto de popularidad, Oscar D'León confronta diferencias con el resto de los integrantes del grupo, por lo que se separa de la Dimensión Latina y forma su propia orquesta; "La Salsa Mayor" grabando su primer LP titulado "Con Bajo y Todo". De este disco, surgen éxitos comerciales como "Sin rencor" y "Tu no sabes ná".
Paralelamente a su Orquesta, forma "La Crítica", donde unido al talento de pianista, compositor y cantante Mauricio Silva, quien le compuso expresamente el tema "Se necesita rumbero" y quien le daría un matiz musical especial a su sonido, tanto que lo haría referencia obligada y acompañante ideal de soneros internacionales con los que alternó en Venezuela y otras partes del continente, destacándose en el "Festival de Soneros" (Caracas, 1980) al lado de Johnny Pacheco y Pete "Conde" Rodríguez, Daniel Santos y otros, que ya reconocían la calidad musical del intérprete venezolano. Se atrevió de hecho a grabar temas tradicionales cubanos, que versionó de forma particular, renovando mucho de los temas y "borrando" en ocasiones de la memoria colectiva las versiones originales de temas como "Mata Siguaraya", "Monta mi caballo", "El Manicero" y "Longina" entre otras.
En 1982 hizo una aparición como actor dentro del espacio televisivo "Fray Salsa", personificando a un sacerdote involucrado con la música. En 1983 viajó a Cuba, haciendo realidad su sueño de juventud, se presentó en el Anfiteatro de Varadero y luego lo hizo en La Habana, en los escenarios de la Ciudad Deportiva, el teatro Karl Marx y el rodeo del Parque Lenin. Si bien la gira representó una gran satisfacción personal para el intérprete, por otra parte le generó críticas de personas que interpretaron la gira como un apoyo al régimen cubano, sin importar que el mismo cantante hubiese manifestado con anterioridad su rechazo al gobierno de Fidel Castro y que su amor era por Cuba y por su música, a la que sentía que le debía toda su influencia. Incluso su amistad con Celia Cruz se vio afectada durante un tiempo. En cualquier caso, su visita a la isla contribuyó al renacer de la salsa en Cuba y pasado un tiempo las críticas se disiparon y D'León continuó su carrera en ascenso, añadiendo éxitos como "El baile del suavito", "El derecho de nacer", "Mis hijos", "A él" o "El cachumbambé", que lo colocaron de nuevo en los primeros lugares de las listas de ventas.
Luego de algunos problemas legales que lo llevaron momentáneamente a permanecer brevemente detenido y privado de libertad y ser cuestionado en los medios de comunicación, decidió cambiar su imagen y presencia, prescindiendo del calificativo de "El Diablo de la salsa" que se le había dado en Panamá. En 1986 reincide en la actuación, en esta ocasión dentro del film venezolano "Seguro está el infierno". En 1991, graba un disco esta vez al lado de la orquesta venezolana Los Blanco. De esta etapa es el tema "Que muchacho" y el disco "Auténtico" donde presentó un tema de su autoría que de inmediato se vistió de éxito, "Detalles" y un mix homenaje a Benny Moré, en el que versionaría los temas "Francisco Guayabal", "Que bueno baila usted" y "Bonito y sabroso".
Posteriormente inicia su salto internacional, llevando su música a países como Japón y a escenarios como el Madison Square Garden, el Poliedro de Caracas y el Teatro Teresa Carreño de la misma ciudad. Ya en esta etapa, el artista incorpora matices del denominado Jazz Latino a sus interpretaciones y se hace invitado permanente de los más importantes festivales de jazz en el mundo. En esta etapa, alterna y graba quienes habían sido sus ídolos de juventud: Celia Cruz, Eddie Palmieri y Tito Puente. Con estos dos últimos participa en el que se convertiría en la obra póstuma de Puente "Masterpiece/Obramaestra", donde interpreta los temas "Cielito lindo/Negrita" y "París Mambo".
Se presentó además como el compañero para cantantes de la nueva generación salsera que formaba parte, como él, del sello perteneciente a Ralph Mercado "RMM": La India con quien grabaría el tema "Hazme el amor" o José Alberto "El Canario" con quien grabaría "Llegó el sabor".
En 1988 participa en la celebración de los 50 años de carrera del músico dominicano-venezolano Billo Frómeta, actuación registrada en disco, interpretando "Ariel" y "Mamá yo quiero un cadete" con el acompañamiento de la orquesta Billo's Caracas Boys.
Ha recibido numerosos premios y honores. En 1996, con el álbum "Sonero del Mundo" en colaboración con el músico cubano Willy Chirino lo hace obtener la nominación para el Grammy, una de las 8 que hasta el 2005 había recibido, sin lograr ganar el
El 15 de marzo de 1998 la ciudad de Nueva York lo homenajeó nombrando esa fecha como el Día de Oscar D'León.
En el año 2000 participó en la banda sonora de la producción de Disney, "Las Locuras del Emperador" grabando el tema "Mundo perfecto".
En el año 2001, al grabar su álbum Más que amor, Frenesí interpretó una versión del clásico bolero homónimo, esta vez como balada. Dicho tema se usó como cortina musica de la telenovela homónima transmitida por Venevisión ese mismo año.
El 20 de diciembre de 2009 fue internado en la Unidad de Terapia Intensiva de una clínica de Caracas tras sufrir un infarto en Martinica del que se recuperó después que se le practicó un cateterismo.
El 23 de abril de 2013 sufrió un accidente doméstico acomodando un baúl en lo alto de un estante cuando este se cayó y golpeó su rostro, provocando una fuerte contusión ocular haciéndole perder el globo ocular izquierdo.
El 21 de noviembre de 2013 recibe el Premio Grammy Latino a la Excelencia por su trayectoria musical, reconociendo así el impacto de su actuación en el mundo, también ese mismo año recibiría el premio Grammy.
En 2015 celebraría 50 años de carrera artista. Desde el 22 de febrero participó en la edición LVI Festival Internacional de la Canción de Viña del Mar como jurado, y también como invitado para cerrar el festival el 27 de febrero, donde recibió los Premios Antorchas y Gaviotas de Plata y Oro. El 14 de mayo se declararía como el Dia de Oscar D' Leon en el estado de California como homenaje al cantante.
El 30 de septiembre de 2016 fue lanzando el sencillo "La Sandunguita" una colaboración de Oscar d’León con Diego Amador, músico español con el que se conoció en el 2016. Oscar escuchó la canción, le gusto el concepto y fue sugerido para ser parte del proyecto,  puso su voz en el demo y pidió que se la mandaran a Diego Amador.  A Diego le encantó la energía de Oscar y lograron una gran conexión que aplicaron cuando grabaron las voces finales. "La Sandunguita"  fue grabada en uno de los estudios más reconocidos de Miami.  Su video promocional de fue grabado en el 30 de agosto de 2016 en Miami por el director Ruben Martin, un reconocido fotógrafo español, que a su vez fue el fotógrafo del disco del cual "La Sandunguita" hace parte, "Soy de las 3000" de Diego Amador.

## Discografía
La siguiente es la discografía lo más exhaustiva posible de Oscar D'León tanto al frente de la Orquesta Dimensión Latina, La Crítica y su propia orquesta. Las siglas de los discos LP originales aparecen como información referencial.

### ConLa Dimensión Latina
| Serie   | Título                               | Año de Producción |
| TH 1057 | El Clan de Víctor y Dimensión Latina | 1972              |
| TH 1077 | Dimensión Latina                     | 1973              |
| TH 1087 | Triunfadores                         | 1973              |
| TH 1097 | En la Dimensión Latina               | 1974              |
| TH 1117 | Dimensión Latina 75                  | 1974              |
| TH 1147 | Salsa Brava                          | 1975              |
| TH 1177 | En Nueva York                        | 1976              |

### Con La Crítica
| Serie      | Título                           | Año de Producción |
| Color-1580 | Oscar D'Leon Presenta La Crítica | 1978              |
| Color-1590 | La Crítica De Oscar D'Leon       | 1978              |
| Color-1600 | La Crítica                       | 1979              |
| Color-1630 | La Crítica Con Vladimir y Teo    | 1980              |
| Color-1650 | Oscar D'Leon Presenta La Crítica | 1981              |
| TH-2373    | La Crítica En Nueva Dimensión    | 1985              |

### Con Su Orquesta
| Serie                             | Título                                       | Año de Producción |
| TH 2012                           | Con Bajo y Todo                              | 1976              |
| TH 2017                           | 2 Sets Con Oscar                             | 1977              |
| TH 2026                           | El Oscar de la Salsa                         | 1977              |
| TH 2036                           | Y Su Salsa Mayor                             | 1978              |
| TH 2063                           | El Más Grande                                | 1979              |
| TH 2079                           | Llegó...Actuó y Triunfó                      | 1979              |
| TH 2115                           | Al Frente de Todos                           | 1980              |
| TH 2167                           | A Mi Si Me Gusta Así                         | 1981              |
| TH-102 07239                      | Dos Colosos en Concierto                     | 1981              |
| TH 2207                           | El Discóbolo                                 | 1982              |
| TH 2270                           | El Sabor de Oscar                            | 1983              |
| TH 2241                           | Con Dulzura                                  | 1983              |
| TH 2301                           | Tributo A La Sonora Matancera                | 1984              |
| TH 2304                           | Con Cariño                                   | 1984              |
| TH-2350                           | Yo Soy                                       | 1985              |
| TH 2399                           | Oscar 86                                     | 1986              |
| TH 2456                           | Riquiti..!                                   | 1987              |
| TH 2490                           | De Venezuela Para el Mundo/La Salsa Soy Yo   | 1987              |
| TH 2560                           | Que Se Sienta/De Aquí Para Allá              | 1988              |
| TH 2694                           | Navidad                                      | 1989              |
| TH 2666                           | En Puerto Rico                               | 1990              |
| Sonotone 1459                     | Y los Blanco                                 | 1991              |
| TH 2855                           | Auténtico                                    | 1991              |
| TH-1473                           | Live In Rotterdam/Holanda                    | 1992              |
| RMM 80823                         | El Rey de los Soneros                        | 1992              |
| RMM 81258                         | Toitico Tuyo                                 | 1994              |
| Cameo 3531                        | The King of Salsa Live                       | 1994              |
| RMM 82003                         | El Sonero del Mundo                          | 1996              |
| RMM 82153                         | En Nueva York                                | 1997              |
| Henry 0544232                     | Live From West Port                          | 1998              |
| RMM 82268                         | La Fórmula Original                          | 1999              |
| RMM 84097                         | En Vivo! Copacabana                          | 2000              |
| Universal Music Latino 013179     | Doble Play                                   | 2000              |
| Universal Music Latino 014465     | Más Que Amor...Frenesí                       | 2001              |
| Universal Music Latino 4400661272 | Infinito                                     | 2003              |
| SONY 95439                        | Así Soy                                      | 2004              |
| SONY 96867                        | Fuzionando                                   | 2006              |
| Alcaldía de Caracas 714278        | Orq. Sinfónica Municipal de Caracas Presenta | 2007              |
| SONY 731367                       | Tranquilamente...Tranquilo                   | 2008              |
| Sonografica 75921301313-25        | Oscar d'León Live-Teresa Carreño             | 2012              |

## Reconocimientos
En febrero de 2013, recibió las llaves de la ciudad de Maturín en manos del alcalde José Vicente Maicavares. También se le otorgó el Premio Grammy Latino en noviembre de 2013; siendo el primer Venezolano en conseguirlo.

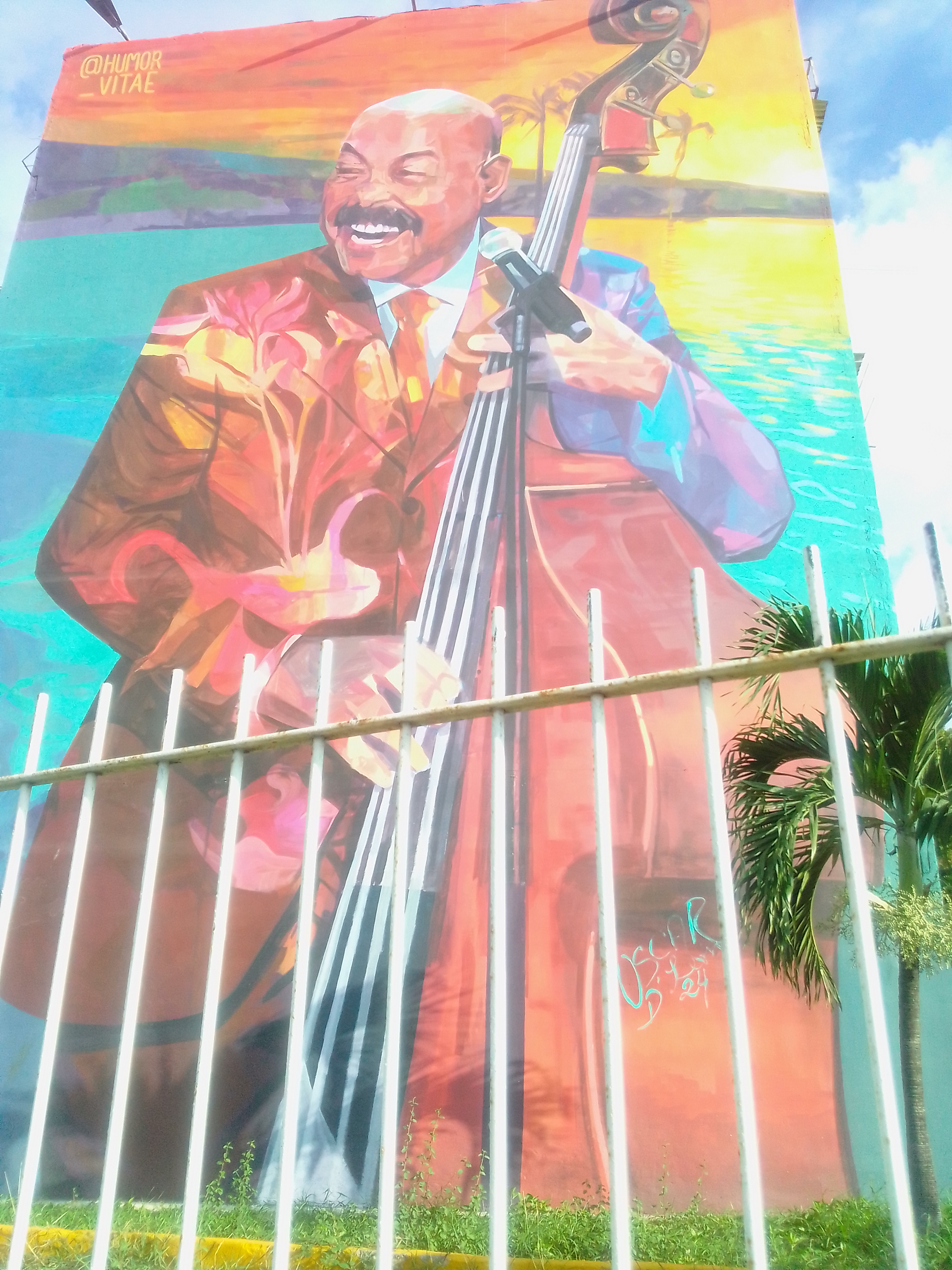
Mural de Óscar d'León

El 7 de julio de 2015 recibió un Doctorado Honoris Causa de la Universidad Pedagógica Experimental Libertador por ser “un venezolano cuya disciplina y constancia en la ejecución y desarrollo de su arte musical, lo ha llevado a erigirse en patrimonio artístico de Venezuela”.
El 17 de octubre de 2018, el alcalde de la ciudad del Doral, Juan Carlos Bermúdez, proclamó el día de Oscar d' León ese día y le entregó las llaves de la ciudad en homenaje por su trayectoria de más de 46 años.

### Congos de Oro
Otorgado en el Festival de Orquestas del Carnaval de Barranquilla:
| Año  | Trabajo nominado | Categoría           | Resultado |
| ---- | ---------------- | ------------------- | --------- |
| 1992 | Oscar D'león     | Orquesta Extranjera | Ganador   |